# 테리 프래쳇
테리 프래쳇 경(영어: Sir Terry Pratchett, OBE, 1948년 4월 28일 ~ 2015년 3월 12일)은 영국의 소설가이다. 디스크월드 시리즈로 유명하며, 닐 게이먼과 함께 멋진 징조들이란 공동 작품을 창작하기도 했다.

## 서훈
- 1998년 대영 제국 훈장 4등급(OBE) 수훈[2]
- 2009년 기사작위(Knight Bachelor) 서임[1]

## 같이 보기
- 디스크월드